# Volte (Zauberkunst)
Eine Volte ist ein Handgriff, bei dem ein Kartenspiel für den Zuschauer unsichtbar abgehoben wird. Man nennt diesen Vorgang „eine Volte schlagen“.
Es gibt verschiedene Techniken, diesen Kunstgriff durchzuführen. Häufig sind die Techniken recht schwierig zu erlernen und erfordern ein hohes Maß an Übung. Völlig unsichtbar kann jedoch der Zauberkünstler die Volte nicht schlagen. Daher empfiehlt die Fachliteratur oft, auf diesen Kunstgriff zu verzichten oder alternative Techniken zu verwenden.
Die Volte ist unter dem Deckmantel verschiedener natürlicher Bewegungen innerhalb der Zauberkunst ausführbar:

## Unsichtbare Volte
Hierbei egalisiert der Künstler augenscheinlich das Kartenspiel, führt dabei aber eine Volte aus, sodass die Karte des Zuschauers z. B. wieder oben auf dem Spiel liegt.

## Drehungsvolte
Hierbei zeigt der Zauberkünstler dem Zuschauer das Kartenspiel von allen Seiten, um zu demonstrieren, dass er nirgendwo einen Finger im Spiel hält, mit dem er sich die Position der Karte merkt. Während dieser Drehung des Kartenspiels führt der Künstler die Volte aus.

## Egalisierungsvolte
Der Zauberkünstler nimmt die Karte des Zuschauers zurück und egalisiert das Kartenspiel, indem er das Spiel kurz auf dem Tisch aufstößt. Während dieser Bewegung wird die Volte ausgeführt.

## Künstler
Peter Cassford brachte ein Lehrvideo heraus, das verschiedene Techniken der Volte beschreibt.

## Nachweise
1. ↑  Roberto Giobbi in Große Kartenschule.